# Heiko Denecke
Heiko Denecke (* 5. Februar 1942 in Freiburg im Breisgau) ist ein deutscher  Chirurg.

## Leben
Deneckes Vater Kurt Denecke (1903–1991) war Professor für Chirurgie und Chefarzt im Klinikum Fürth. Heiko Denecke besuchte das Heinrich-Schliemann-Gymnasium Fürth und wurde Mitglied der Schülerverbindung Abituria. Er studierte an der Georg-August-Universität Göttingen Medizin. 1962 renoncierte er beim Corps Hannovera. Als Inaktiver wechselte er an die Christian-Albrechts-Universität zu Kiel, die  Universität Innsbruck und die Friedrich-Alexander-Universität Erlangen. Dort wurde er 1969 zum Dr. med.  promoviert. Facharzt für Chirurgie wurde er am Universitätsklinikum Köln und am Klinikum der Universität München, an dem er sich 1979 für Gefäßchirurgie  habilitierte. Als C2-Professor am Klinikum Großhadern wurde er 1990 zum Chefarzt der Chirurgischen Klinik I (Allgemein-, Viszeral-, Gefäß- und Thoraxchirurgie) im Leopoldina-Krankenhaus Schweinfurt gewählt. 2007 trat er in den Ruhestand.

## Werke
- Renovaskulärer Hochdruck – Spätprognose nach Operation. Urban & Schwarzenberg, München Wien Baltimore 1980. ISBN 3-541-09571-7.
- Ergebnisse wiederaufbauender Verfahren am Schließmuskelapparat, Langenbecks Arch. Chir. 1985.
- Die posteriore Rektumresektion. Der Chirurg 1991.
- Lymphadenektomie beim Magenkarzinom. Der Chirurg 1989.
- Therapie des akuten Leberversagens: Transplantation, in: Peter et al.: Intensivmedizin. Thieme 1990.
- mit Bruno Reichart, Gert Muhr (Hrsg.): Saegesser – spezielle chirurgische Therapie, 11. Aufl. Bern, Göttingen, Toronto, Seattle 1996. ISBN 3-456-82752-0